# Outtakka
Outtakka är ett berg i Finland. Det ligger i Enontekis kommun i landskapet Lappland, i den norra delen av landet, 900 km norr om huvudstaden Helsingfors. Toppen på Outtakka är 721 meter över havet.
Terrängen runt Outtakka är kuperad åt nordväst, men åt sydost är den platt. Trakten runt Outtakka är nära nog obefolkad, med mindre än två invånare per kvadratkilometer. Närmaste större samhälle är Enontekis, 18,6 km norr om Outtakka. 